# Northwest Harwinton
Northwest Harwinton es un lugar designado por el censo ubicado en el condado de Litchfield en el estado estadounidense de Connecticut. En el año 2000 tenía una población de 3,242 habitantes y una densidad poblacional de 143.9 personas por km².

## Geografía
Northwest Harwinton se encuentra ubicado en las coordenadas 41°46′43″N 73°04′53″O / 41.77861, -73.08139.

## Demografía
Según la Oficina del Censo en 2000 los ingresos medios por hogar en la localidad eran de $58,295 y los ingresos medios por familia eran $65,795. Los hombres tenían unos ingresos medios de $47,083 frente a los $40,161 para las mujeres. La renta per cápita para la localidad era de $26,508. Alrededor del 2.9% de la población estaba por debajo del umbral de pobreza.